# Аллард, Уэйн
Алан Уэйн Аллард (англ. Alan Wayne Allard, род. 2 декабря 1943, Форт Коллинз, Колорадо, США) — американский политик, сенатор США от штата Колорадо с 1997 по 2009 год. Представитель Республиканской партии.

## Биография
Родился в Форт Коллинз, штат Колорадо в 1943 году. Вырос на ранчо вблизи Уолдена в Колорадо. Посещал школу в Уолдоне и в Форт Коллинзе.
Окончил Университет штата Колорадо в 1968 году, получив степень доктора-ветеринара. В конце обучения в ветеринарной школе, Аллард женился на Джоан Малколм, студентке-микробиологе из этого же университета. Вместе они создали ветеринарную клинику Аллард Энимал Хоспитал (Allard Animal Hospital) в Лавлэнд, Колорадо. Тогда же появились две дочери — Кристи и Шелли.
В 1982 году Аллард стал членом сената штата Колорадо, не прекращая своей ветеринарной деятельности. С 1982 по 1990 он представлял в сенате округа Лаример и Уелд.
Был избран в Палату Представителей США, где работал с 3 января 1991 года по 2 января 1997 года.
В 1996 году был избран в Сенат США от Республиканской партии. В 2002 году был переизбран на новый срок и пребывал в должности сенатора до 3 января 2009 года.